# Фиш, Гамильтон
Гамильтон Фиш (англ. Hamilton Fish; 3 августа 1808 — 7 сентября 1893) — американский государственный деятель, сенатор, губернатор штата Нью-Йорк, государственный секретарь США в правительстве Улисса Гранта.
Проявил себя как талантливый дипломат, способствовал развитию международного арбитража. Помог избежать началу войны США с Испанией из-за вопроса о независимости Кубы, инициировал процесс интеграции Гавайев в состав Соединённых Штатов.